# Fergus Suter
Fergus Suter, född 21 november 1857 i Glasgow, Skottland, död 31 juli 1916 i Blackpool, England, var en skotsk fotbollsspelare och stenhuggare. Suter var den första professionella fotbollsspelaren i sportens historia. 
Suter var född i Glasgow och spelade för Partick i hemstaden innan han flyttade till England för att spela för Darwen och Blackburn Rovers.

## Fotboll
Suter spelade från början för Partick FC i Glasgow (inte samma klubb som den moderna Partick Thistle). Första gången Suter åkte över gränsen till England var med Patrick när han den 1 januari 1878 möte hans två framtida klubbar Darwen FC på Barley Bank och Blackburn Rovers på Alexandra Meadows dagen därpå. Mot slutet av det året började han spela för Lancashire-klubben Darwen, kort efter att hans lagkamrat från Patrick, Jimmy Love, bytt till samma klubb. 
Trots att fotboll officiellt var en amatörsport vid denna tidpunkten uppsade Suter sitt jobb som stenhuggare i hemlandet och flyttade till England för att få betalat för att spela fotboll. Suter blev därmed den första professionella fotbollsspelaren tillsammans med sin lagkamrat Jimmy Love. Detta väckte kritik från flera olika håll i fotbollsvärlden, framför allt från de andra spelarna i Darwen, som istället jobbade på en bomullsindustri och från andra klubbar. Under sommaren 1880 orsakade han ännu mer kontrovers genom att flytta till Blackburn Rovers, en lokal rival till Darwen. Flytten väckte återigen anklagelser om professionalism bland påståenden om att Blackburn hade erbjudit honom förbättrade villkor. Suters övergång ledde till att rivaliteten mellan de två lokala lagen ökade. Med följder såsom bittert spel och publikproblem  blev till vana under Darwen–Blackburn-matcherna i flera år framåt.

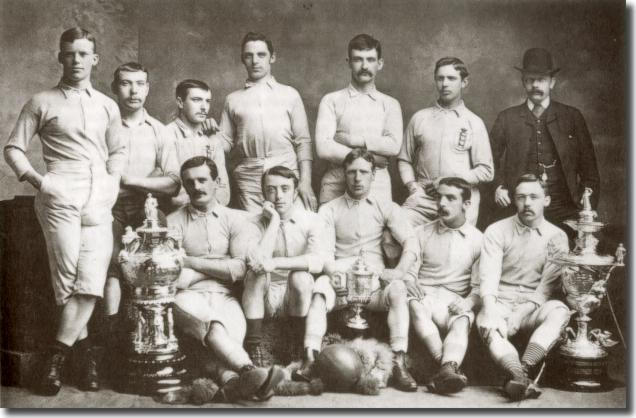
Suter med Blackburn Rovers efter att vunnit FA-cupen 1884. (Suter stående som tredje person från höger)

Suters karriär var nästan över när Football League bildades 1888. Han gjorde bara ett framträdande för Blackburn Rovers i den tävlingen, den 22 december 1888 mot West Bromwich Albion som ersättare för målvakten Herbie Arthur. Han dök upp i fyra FA-cupfinaler och efter att Blackburn kom tvåa mot Old Etonians 1882, samlade han på sig tre vinnarmedaljer 1884, 1885 och 1886.
Senare i livet drev Suter Millstone Hotel i Darwen och dog i Blackpool 1916.

## Meriter
| Lagmeriter       | Lagmeriter       | Lagmeriter          |
| Blackburn Rovers | Blackburn Rovers | Blackburn Rovers    |
| ---------------- | ---------------- | ------------------- |
| FA-cupen         | (3)              | 1884, 1885 och 1886 |